# Erycibe albida
Erycibe albida är en vindeväxtart som beskrevs av David Prain. Erycibe albida ingår i släktet Erycibe och familjen vindeväxter. Inga underarter finns listade i Catalogue of Life.